# Patinatge artístic als Jocs Olímpics d'Estiu de 1908 - Figures especials masculines
La competició per figures especials va ser una de les quatre proves del programa de patinatge artístic disputades durant els Jocs Olímpics de Londres de 1908. La prova es va disputar el 29 d'octubre de 1908 al Prince's Skating Club de Knightsbridge i hi van prendre part 3 patinadors de 2 nacions diferents.

## Medallistes
| Or                             | Plata                | Bronze                  |
| Nikolai Panin-Kolómenkin (RUS) | Arthur Cumming (GBR) | Geoffrey Hall-Say (GBR) |

## Resultats
| Pos. | Patinador                | Nació      | Posicions | Punts Ordinals | Punts Totals |
| ---- | ------------------------ | ---------- | --------- | -------------- | ------------ |
| 1    | Nikolai Panin-Kolómenkin | Rússia     | 5 cops 1r | 5,0            | 219,0        |
| 2    | Arthur Cumming           | Regne Unit | 5 cops 2n | 10,0           | 164,0        |
| 3    | Geoffrey Hall-Say        | Regne Unit | 5 cops 3r | 15,0           | 104,0        |

## Jutges
Àrbitre:
- Herbert G. Fowler

Jutges:
- Henning Grenander
- Edvard Hörle
- Gustav Hügel
- Hermann Wendt
- Georg Sanders